# Amata flavifenestrata
Amata flavifenestrata là một loài bướm đêm thuộc phân họ Arctiinae, họ Erebidae.